# 錫達格羅夫鎮區 (北卡羅萊納州奧蘭治縣)
錫達格羅夫鎮區（英語：Cedar Grove Township）是位於美國北卡羅萊納州奧蘭治縣的一個鎮區。

## 地方資料
錫達格羅夫鎮區的面積為202.01平方千米，皆為陸地。根據2020年美國人口普查的數據，當地共有人口5961人，而人口密度為每平方千米29.51人。